# Дезидераты
Дезидераты (лат. Desiderata — пожелания, требования) — в библиотеках, музеях — книги и предметы, которые желательны для пополнения коллекций. Дезидераты — документы, соответствующие профилю комплектования, но отсутствующие в фонде и необходимые библиотеке или информационному центру для заполнения лакун или пополнения фонда дублетным экземпляром.